# 孔泰斯
孔泰斯（法語：Contest）是法国马耶讷省的一个市镇，属于马耶讷区（Mayenne）马耶讷西县（Mayenne-Ouest）。该市镇总面积22.96平方公里，2009年时的人口为908人。

## 人口
孔泰斯人口变化图示